# Pascal Parny
Pour les articles homonymes, voir Parny.
Pascal Parny est un athlète français né en 1969. Spécialiste de l'ultra-trail, il a remporté le Grand Raid en 2001 et 2008. En 2009, il a participé à l'Ultra-Trail du Mont-Blanc. À la ville, il exerce le métier de sapeur-pompier au sein de la caserne de La Plaine-des-Palmistes, sur l'île de La Réunion.

## Résultats
| no  | masculin      | Course     | Longueur | Départ          | Temps            |
| --- | ------------- | ---------- | -------- | --------------- | ---------------- |
| 1er | Médaille d'or | Grand Raid | 125 km   | 2001            | 16 h 00 min 00 s |
| 1er | Médaille d'or | Grand Raid | 148 km   | 24 octobre 2008 | 21 h 40 min 48 s |